# SMS Tegetthoff
El SMS Tegetthoff fue un acorazado tipo dreadnought de la Armada del Imperio austrohúngaro, que recibió su nombre en honor a Wilhelm von Tegetthoff, Almirante austriaco del siglo XIX que derrotó a la armada italiana en la Batalla de Lissa.
El Tegetthoff fue construido por los astilleros Stabilimento Tecnico Triestino de la ciudad de Trieste. Al iniciarse su construcción en 1912, un crucero acorazado también denominado Tegetthoff, fue renombrado SMS Mars.
El 31 de octubre de 1918 el Emperador Carlos cedió la totalidad de la Marina Austro-Húngara y la flota mercante, con todos sus puertos, arsenales y fortificaciones costeras al Consejo Nacional del Estado, por lo que el Tegetthoff estaba incluido en su entrega en el puerto de Pola.
Después de finalizar la Primera Guerra Mundial, fue cedido a Italia, que lo desguazó algunos años después.

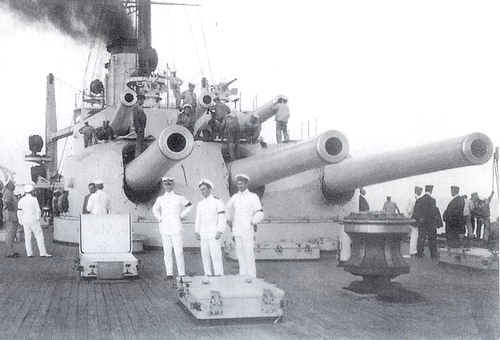
Armamento principal del Tegetthoff

Tras ser desguazado, uno de los cañones principales del buque fue colocado en Brindisi en el Monumento a los Marineros, donde aún puede verse. Su campana fue donada en 1942 al crucero alemán Prinz Eugen, el cual originalmente iba a recibir el nombre de Tegetthoff.